# Росс (тауншип, Миннесота)
Росс (англ. Ross) — тауншип в округе Розо, Миннесота, США. На 2000 год его население составило 454 человека.

## География
По данным Бюро переписи населения США площадь тауншипа составляет 92,7 км², из которых 92,7 км² занимает суша, водоёмов нет.

## Демография
По данным переписи населения 2000 года здесь находились 454 человека, 158 домохозяйств и 125 семей.  Плотность населения —  4,9 чел./км².  На территории тауншипа расположена 161 постройка со средней плотностью 1,7 построек на один квадратный километр. Расовый состав населения: 98,46 % белых, 0,88 % афроамериканцев, 0,22 % — других рас США и 0,44 % приходится на две или более других рас. Испанцы или латиноамериканцы любой расы составляли 1,32 % от популяции тауншипа.
Из 158 домохозяйств в 43,0 % воспитывались дети до 18 лет, в 69,0 % проживали супружеские пары, в 6,3 % проживали незамужние женщины и в 20,3 % домохозяйств проживали несемейные люди. 18,4 % домохозяйств состояли из одного человека, при том 7,0 % из — одиноких пожилых людей старше 65 лет. Средний размер домохозяйства — 2,87, а семьи — 3,25 человека.
32,4 % населения — младше 18 лет, 6,8 % — в возрасте от 18 до 24 лет, 30,2 % — от 25 до 44, 21,6 % — от 45 до 64, и 9,0 % — старше 65 лет. Средний возраст — 34 года. На каждые 100 женщин приходилось 112,1 мужчин.  На каждые 100 женщин старше 18 приходилось 104,7 мужчин.
Средний годовой доход домохозяйства составлял 43 438 долларов, а средний годовой доход семьи —  47 083 доллара. Средний доход мужчин —  33 500  долларов, в то время как у женщин — 25 250. Доход на душу населения составил 15 746 долларов. За чертой бедности находились 3,0 % семей и 3,1 % всего населения тауншипа, из которых 19,6 % старше 65 лет.